# Општина Пробота (Јаши)
Пробота (рум. Probota) општина је у Румунији у округу Јаши.
Oпштина се налази на надморској висини од 72 m.